# Trofeo Marca (Campeonato Regional de Baloncesto)
El Trofeo Marca (torneo regional de baloncesto) fue una extinta competición masculina de clubes de baloncesto, que enfrentaba y reunía a los mejores equipos de Castilla, y cuyo título servía para iniciar la temporada, siendo la competición sucesora del Campeonato de Castilla de Baloncesto (que perviviría algunas ediciones sin los equipos que disputaban la Liga Nacional).
Duró nueve ediciones desde la temporada 1957/58 hasta la temporada 1966/67 (salvo en la 1959/60 que no se disputó), patrocinado por el diario Marca (Trofeo Marca) con el impulso de la Federación Castellana de Baloncesto (FCB), siendo el Real Madrid C. F. el equipo más laureado con 8 títulos.
La competición madrileña de baloncesto en la que se enfrentaban los equipos de la Comunidad Autónoma de Madrid que disputaban la ACB, en el Torneo Comunidad de Madrid de Baloncesto (1984/85-2013/14), fue la competición sucesora del Campeonato Regional de baloncesto -Trofeo Marca-.

## Competición
Formaban parte los equipos de la Liga Nacional que ya no tomaban parte en el Campeonato Regional de Castilla y los diez que sí lo disputaban. Posteriormente, a partir de la tercera edición (1960/61), lo formarían en formato de liguilla entre los equipos madrileños.
A partir de la temporada 1962/63 los equipos se organizan en dos grupos, cuyos campeones se enfrentaría en la gran final del torneo, tras eliminar al resto de contendientes. Y en la última edición, la primera fase del torneo se jugaría en formato liguilla, con tres grupos de tres equipos cada uno, clasificándose hasta llegar a la gran final.

## Palmarés
- 8 Real Madrid CF: 1957/58, 1958/59, 1960/61, 1961/62, 1962/63, 1963/64, 1965/66, 1966/67.

- 1 C.B. Estudiantes: 1964/65.